# 西村まどか
西村 まどか（にしむら まどか、1995年1月11日 - ）は、ワタナベエンターテインメント所属の日本のタレント、レポーター、女優、ファッションモデル。

## 来歴
福井県福井市出身。福井テレビが主催する夏イベント「ペンタわいわい夏まつり」に遊びに行った際に、福井のタウン情報誌『月刊URALA』が主催するミスコンテスト「うらら姫2013」への出場を勧誘され、その「うらら姫2013」の上位者グループ内センターを選ぶ総選挙で1位となる。
うらら姫の活動と並行して地元福井の歯科医院で働き、雑誌モデルもやっていたところにワタナベエンターテインメントからスカウトされ、上京することとなる。
本格的なタレント活動を始めてからは、テレビドラマなどの多くのテレビ番組に出演。2017年4月からは日本テレビの情報番組『シューイチ』に気象情報キャスターとして出演し、福井弁を駆使して天気予報を読み上げていた。

## 人物
- 日本酒唎酒師(利き酒)の資格を取得。ダイビングライセンスも取得している。色彩検定、レタリング検定を保有。
- プライベートで、スノーボードや、山登り、スカイダイビングをするなど、非常にアクティブな性格。動けなさそうと言われるが運動神経が良い。
- 中学生時代に握力が40kgあった。
- 自然豊かな福井育ちな為、自然や、動物が大好きで、心優しく、愛嬌あふれる人物であり、スタッフや共演者に愛されると言われている。
- 同じ事務所の先輩でもある中山秀征が認めるほど、お酒がとても強い。
- 同じ事務所の宮島咲良によるアナウンスレッスンを受けた西村を見て、中山秀征が真面目で一生懸命な性格と太鼓判。福井訛りのアクセントも猛練習により急成長した。
- 飾らない性格でユーモアがありながら、努力家で度胸がある凛とした女性。
- ふくいブランド大使。福井市応援隊チアリーダー[7]。

## 出演

### テレビ番組
現在
- ジモトに乾杯！居酒屋秀ちゃん（2021年 - 、JCOM）[注釈 1][8]

過去
- みんなのKEIBA（出演時期不明、フジテレビ）
- 昼めし旅 〜あなたのご飯見せてください!〜（テレビ東京） - 不定期出演

2018.11.3 愛知県豊橋市
2018.11.9 愛知県南知多町日間賀島
2019.3.8 群馬県安中市
2019.3.22 長野県軽井沢市
2019.6.21 長野県安曇野市
2019.6.27 長野県王滝村
2019.10.10 山形県鮭川村
2019.10.17 山形県大江市
2019.12.12 東京都府中市
2020.2.14 兵庫県宝塚市
2020.2.21 大阪府富田林市
2021.9. 東京都江戸川区葛西
- 週末はウマでしょ!（出演時期不明、フジテレビ） - レギュラー出演
- 丸の内小町（2017年1月8日、テレビ朝日）
- 馬好王国〜UmazuKingdom〜（2018年11月18日、フジテレビ）‐ 3連単的中
- シューイチ（2017年4月9日 - 2019年3月31日、日本テレビ） - 気象情報担当
- FNS27時間テレビ
  - FNS27時間テレビ2018 にほん人は何を食べてきたのか?（2018年9月9日、フジテレビ） - 15時台に放送の競馬中継コーナーにゲスト出演。
  - FNS27時間テレビ2019 にほんのスポーツは強いっ!（2019年11月3日、フジテレビ） - 15時台に放送の競馬中継コーナーにMCとして出演。
- グッジョブハンター（不特定 番組内のインフォマーシャル）（2021年 - 2022年、フジテレビ） - レギュラー出演
- バーディーラッシュ！！（2022年1月10日、BSフジ） - ゴルフ番組
- にっぽん百低山 （2022年11月2日、NHK BSプレミアム）[9]

### ラジオ番組
- しあわせになるラジオ（2017年11月27日、2022年12月27日、アール・エフ・ラジオ日本）
- RADIO DONUTS（2022年、J-WAVE）番組内コーナー「RICE FORCE BE YOURSELF」(午前8時30分ごろ） - 聞き手

### ネット配信番組
- ぶるぺん〜今まさに世に出ようとしている「あったまった人々」が登場!〜（2018年 - 2019年6月25日、GYAO!）
- 渡部の歩き方（Hulu、2018年3月4日 第48話「福井 穴場を公開!」）
- Abema Morning（出演期間不明、AbemaTV） ‐ 気象情報 担当、隔週金曜日 出演（現：ABEMA Morning（ABEMA）※旧番組名 時代には出演実績あり）

### テレビドラマ
- 大貧乏（2017年、フジテレビ）
- 刑事ゆがみ（2017年、フジテレビ）
- サバイバル・ウェディング（2018年、日本テレビ） - 宮下由紀 役
- 丸の内小町 (2018年、テレビ朝日）

### ネット配信ドラマ
- 東京女子図鑑（2017年、Amazonプライム・ビデオ）

### CM
- 壱番屋 ココイチカレーCM
- 荏原商事
- 株式会社明治 meijiスプレッタブル バター
- ビオレ bioreUV 自由でいいじゃん紫外線対策！編

## 連載
- Webサイト『日々URALA』内の「西村まどかのTOKYO BIYORI」（2019年5月25日 -  、月刊URALA WEB版） - 毎週土曜更新[10]

- Webサイト『ienomi style』内のトレンド「さけ通信（酒文化研究所）」枠 - 不定期更新[11]
  - 「西村まどかの目指せ唎酒師」シリーズ 1 - 8（2020年4月21日 - 12月14日）
  - 「西村まどかのサケ・コレクション」シリーズ 1 - 7（2021年2月16日 - 12月16日）

## モデル活動

### ファッションショー
- 神戸コレクション 2018
- GirlsAward 2018

### 雑誌
- 月刊URALA（2013年12月号、2016年6月号、2018年10月号（創刊30周年記念号）、福井地方誌）
- 週刊ヤングジャンプ 全国美少女miniBOOK（2016年8月、集英社）
- AERA（朝日新聞出版）
- CLASSY.（光文社）